# 오귀스탱 박물관
오귀스탱 박물관(프랑스어: Musée des Augustins de Toulouse)은 프랑스 툴루즈에 있는 박물관으로, 중세부터 20세기 초까지의 조각품과 회화 작품을 소장하고 있다. 소장된 회화들은 프랑스 전역에서 수집된 것이고, 조각품은 이 지역의 옥시탄 문화를 나타내며 특히 로마네스크 조각품이 풍부하다.

## 역사

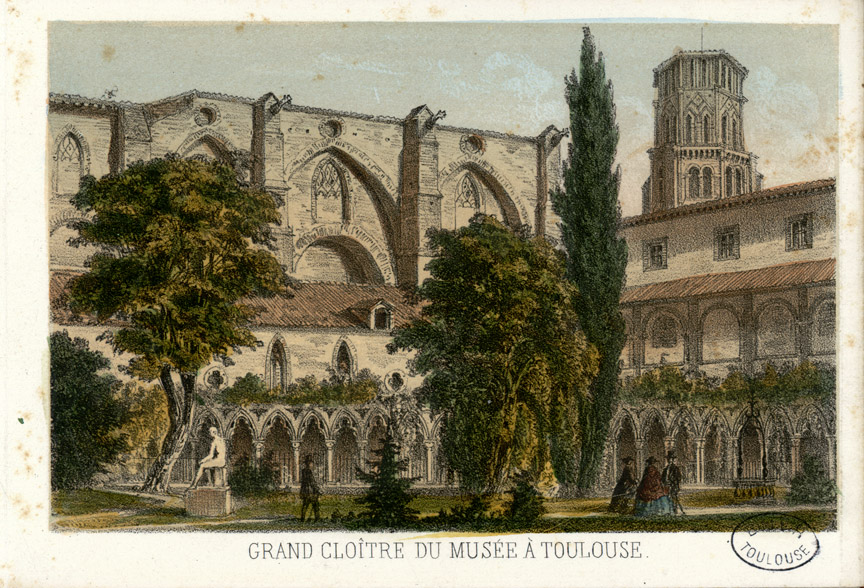
19세기에 그려진 오귀스탱 미술관 삽화

현재 박물관으로 쓰이고 있는 건물은 1309년에 고딕 양식으로 지어졌으며, 프랑스 혁명 이전에는 툴루즈의 오귀스탱 수녀원으로 쓰였었다. 현재 도시 성벽 안에 위치한 툴루즈 오귀스탱 수녀원은 1310년 1월 28일자 칙령에 따라 교황 클레멘스 5세의 승인을 받은 후 1310년에 지어졌다. 수도원은 1793년에 세속화되었고 루브르 박물관이 개관한 직후인 1795년 8월 27일에 프랑스 국민공회의 법령에 따라 처음으로 대중에 박물관으로서 개방되었다. 이로써 루브르 박물관과 브장송 고고학 예술 박물관에 이어 프랑스에서 가장 오래된 박물관 중 하나가 되었다.
툴루즈의 오귀스탱 박물관은 제9회 열매 맺는 달 13년(1801년 8월 31일)의 법령에 따라 지방 중심지에 설립된 15개 박물관 중 하나였으며, 이 법령은 내무부 장관인 장앙투안 샤탈(Arrêté Chaptal du 14 fructidor an IX)이 공포했다. 19세기 초, 식당 등 여러 중세 건물이 철거되고, 그 자리에 건축가 외젠 비올레르뒤크와 그의 제자 다르시(Darcy)가 새로운 전시 갤러리를 세웠다. 이 갤러리는 고딕 복고양식의 계단을 통해 출입할 수 있으며, 복잡하고 풍부한 궁륭 시스템이 상호 작용한다. 이 작업은 박물관이 재개관한 1873년부터 1901년까지 계속되었다. 실제로 툴루즈는 위르뱅 비트리에게 수도원의 모든 종교적 특징을 제거하도록 의뢰했다. 고고학자 알렉상드르 뒤 메주는 회랑을 생 세르냉 대성당 등 툴루즈의 파괴된 종교 건물에서 수집한 중세 컬렉션을 보관할 수 있도록 재건했다. 오늘날 회랑에는 복원된 울타리로 둘러싸인 정원(Hortus conclusus)이 들어서 있다. 이 건물은 1840년에 프랑스 역사 기념물로 분류되었다.

## 소장품

### 회화

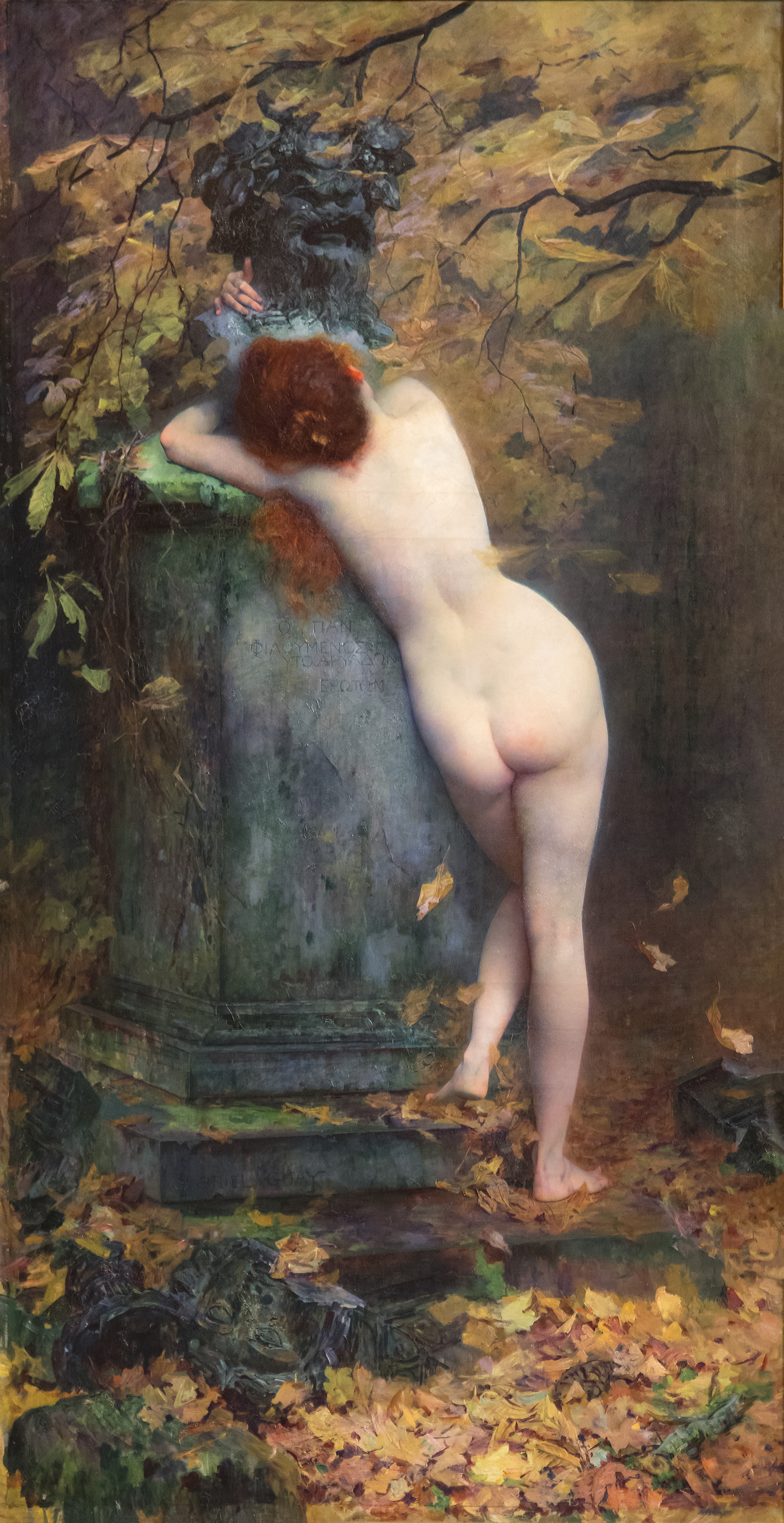
《마지막 나무 요정》(La dernière dryade), 가브리엘 게이, 1898년
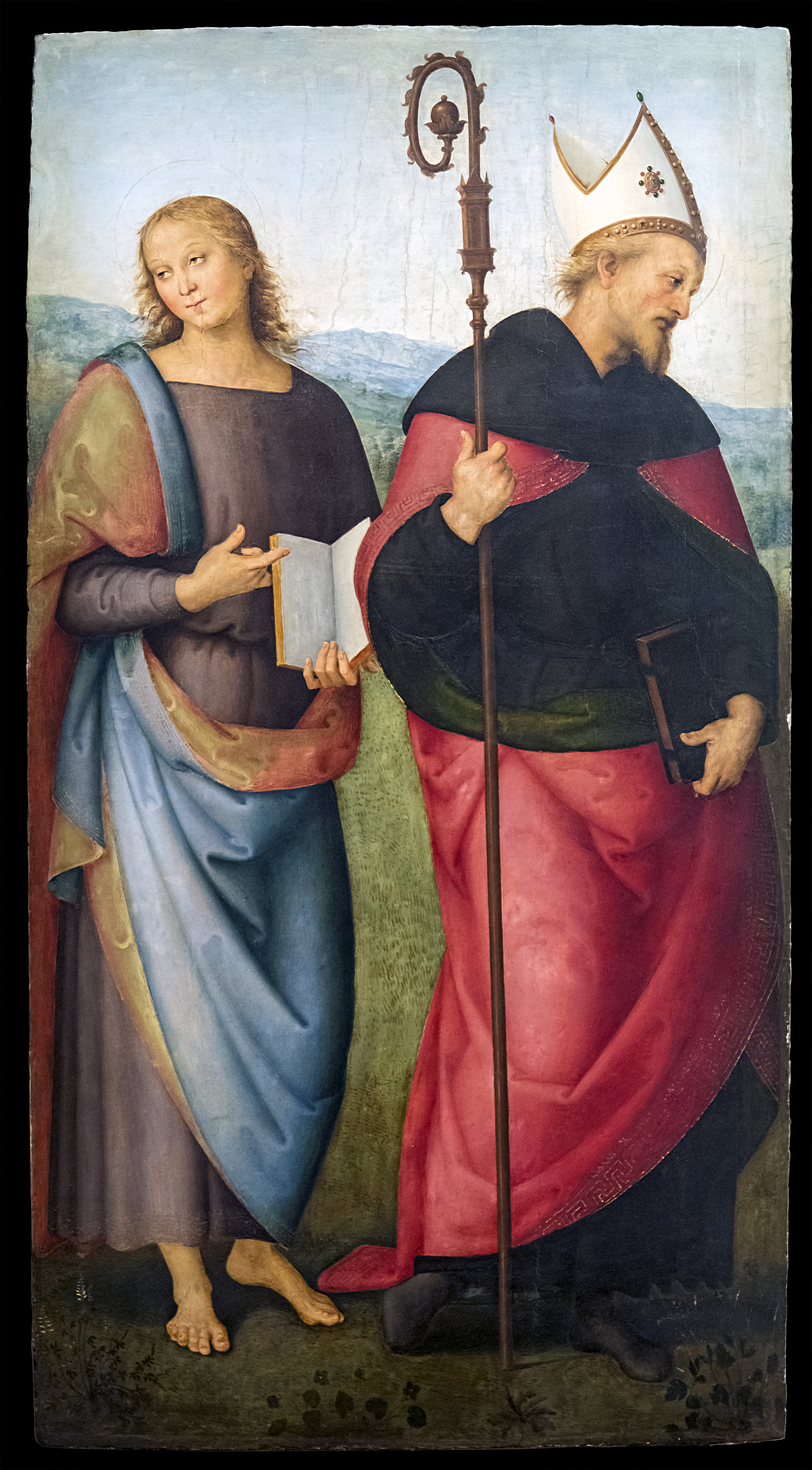
《전도사 요한과 성 아우구스티누스》, 피에트로 페루지노, 16세기 초기 작품
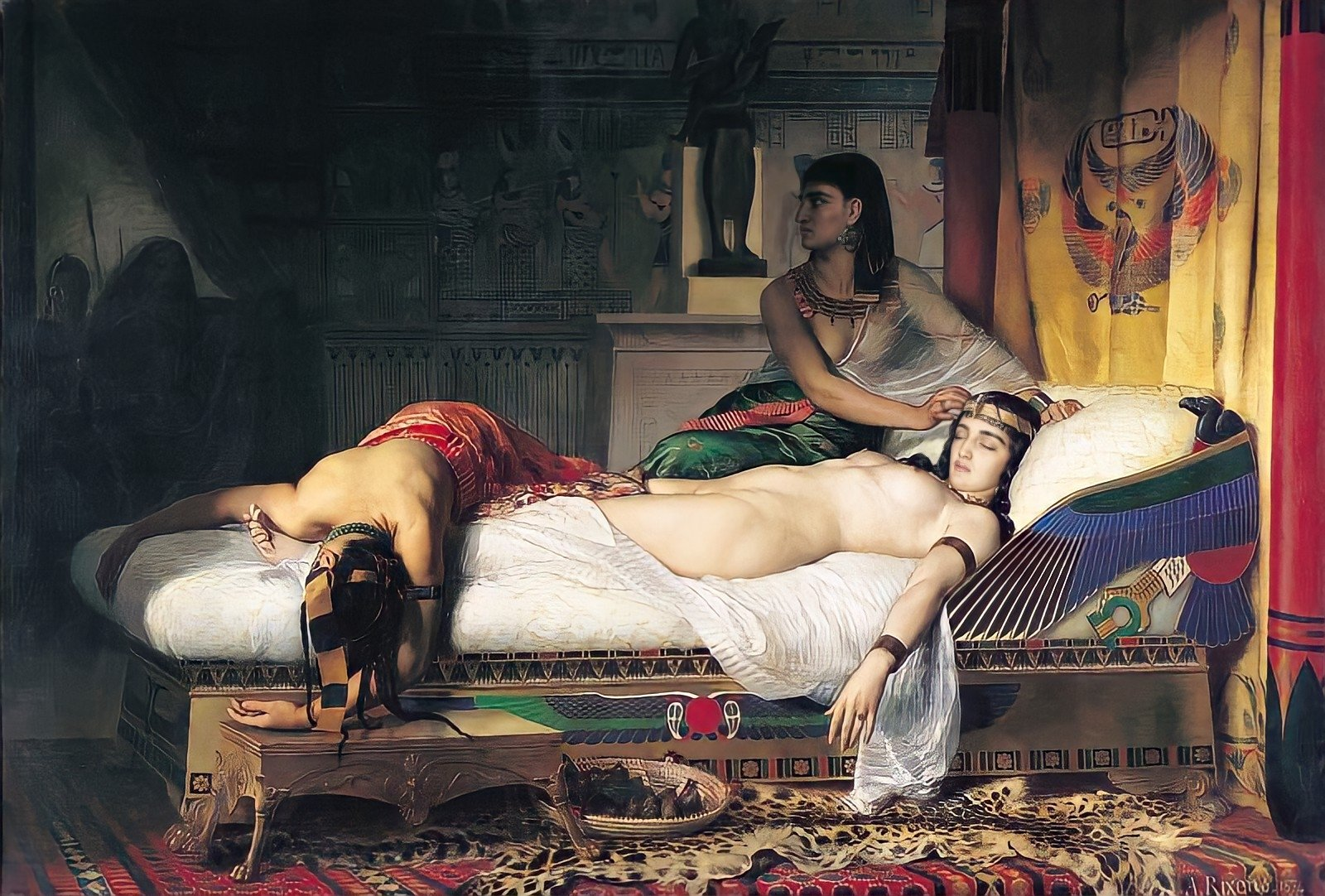
《클레오파트라의 죽음》, 장앙드레 릭상, 1874년
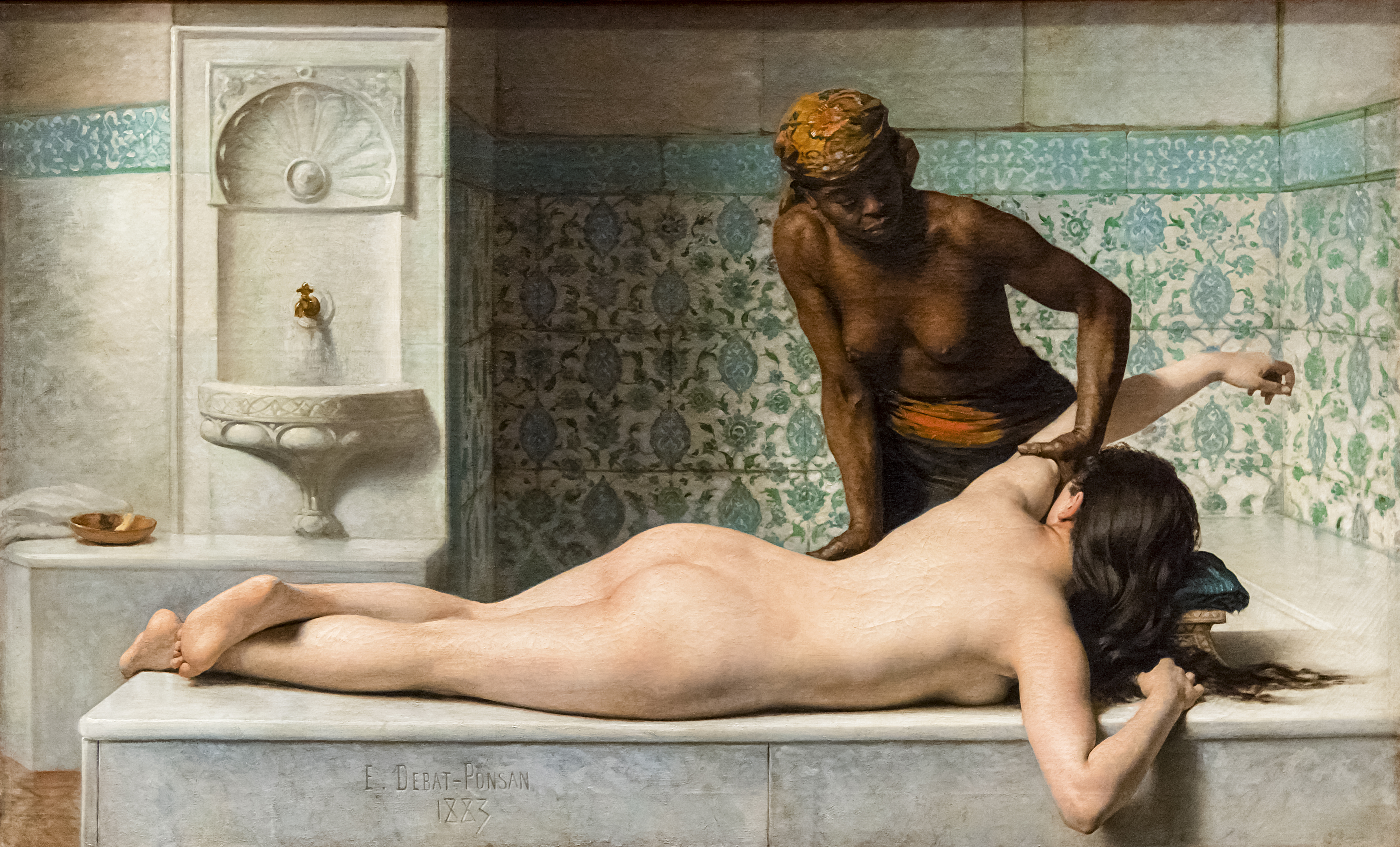
《마사지, 함맘에서의 장면》(Le Massage, Scène de Hammam), 에두아르 드바퐁상, 1883년
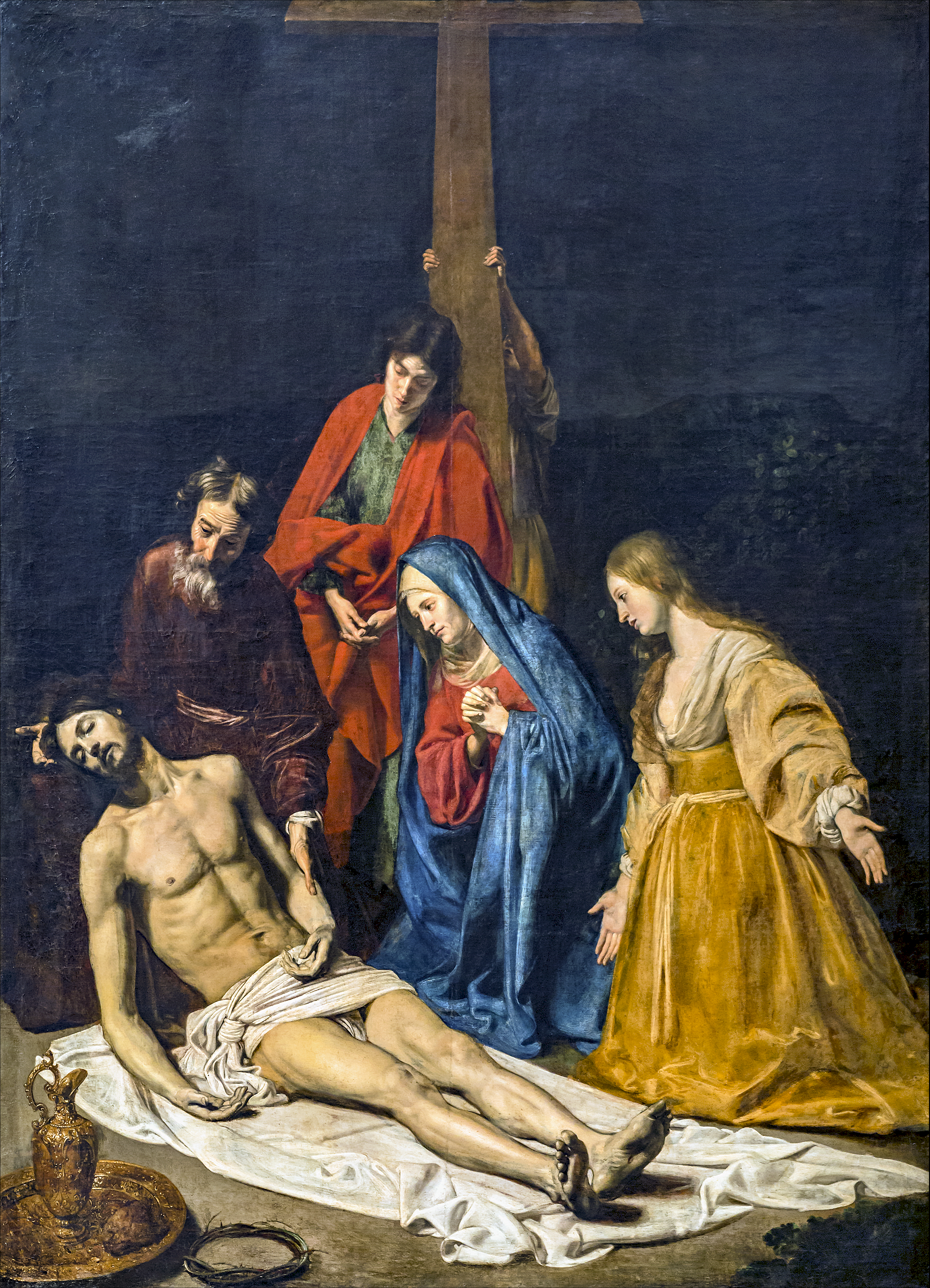
《십자가에서 내려온 예수》, 니콜라 투르니에, 1632년~1635년
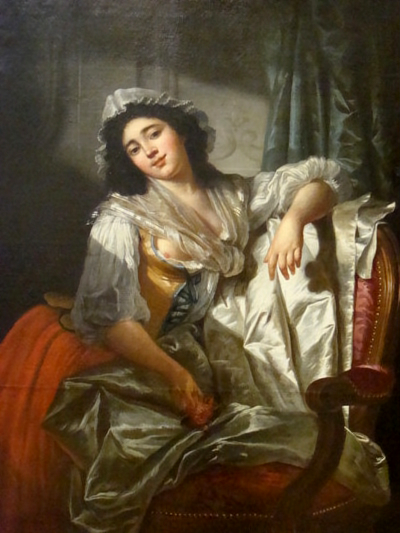
《Madame Sermet의 초상화》, 기욤조제프 로케스, 1788년경

### 조각상

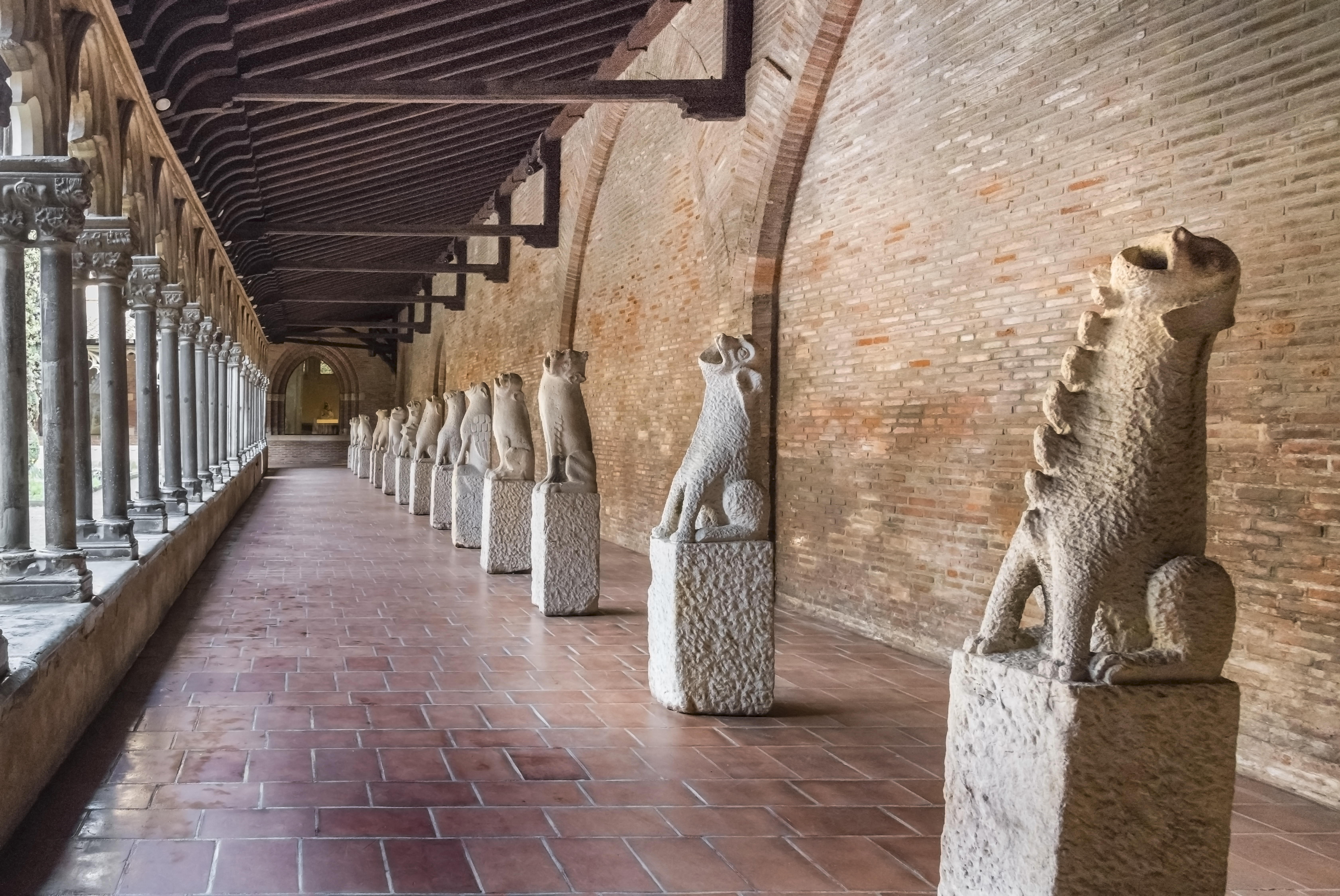
회랑에 전시된 가고일 석상
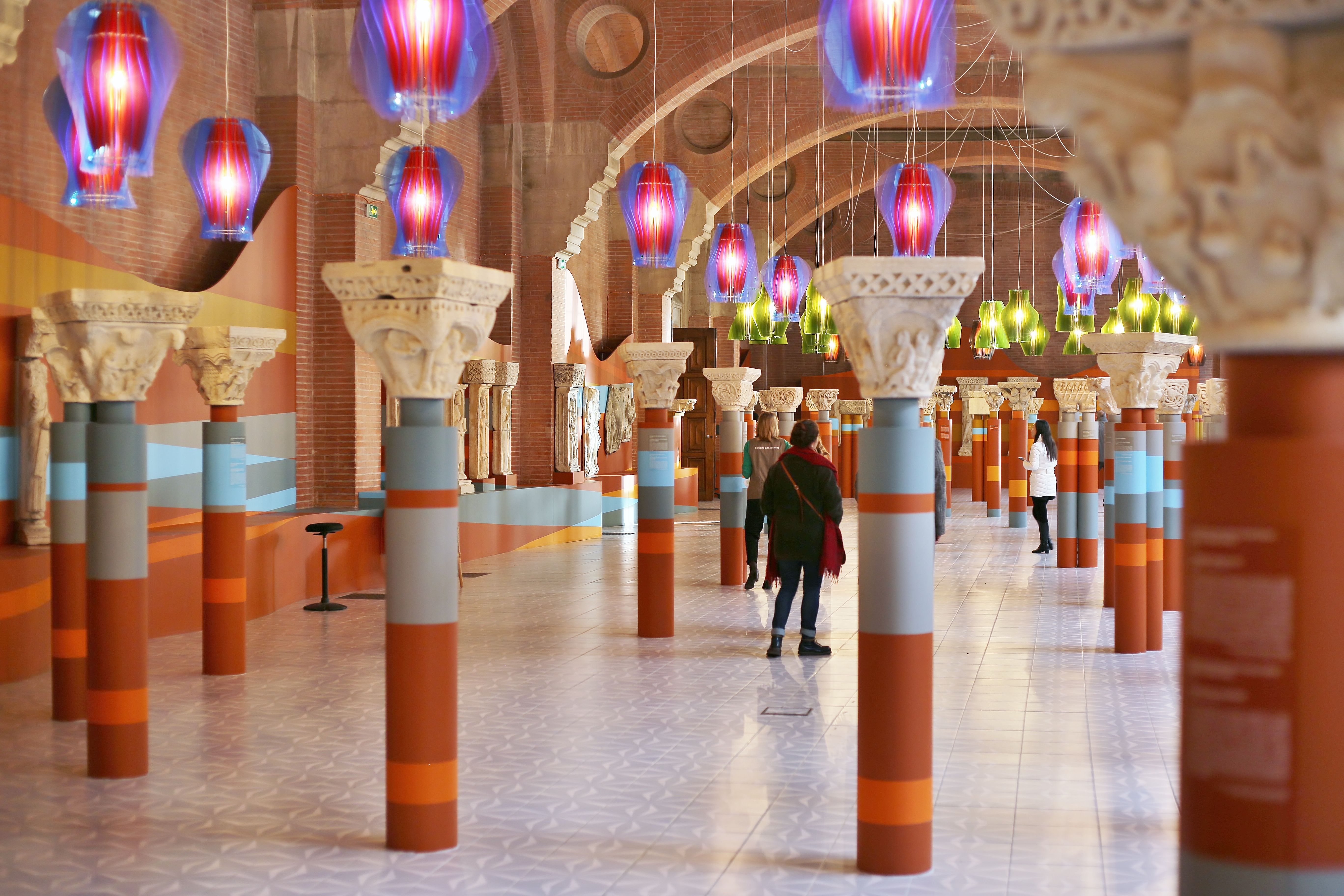
Hall of Romanesque capitals
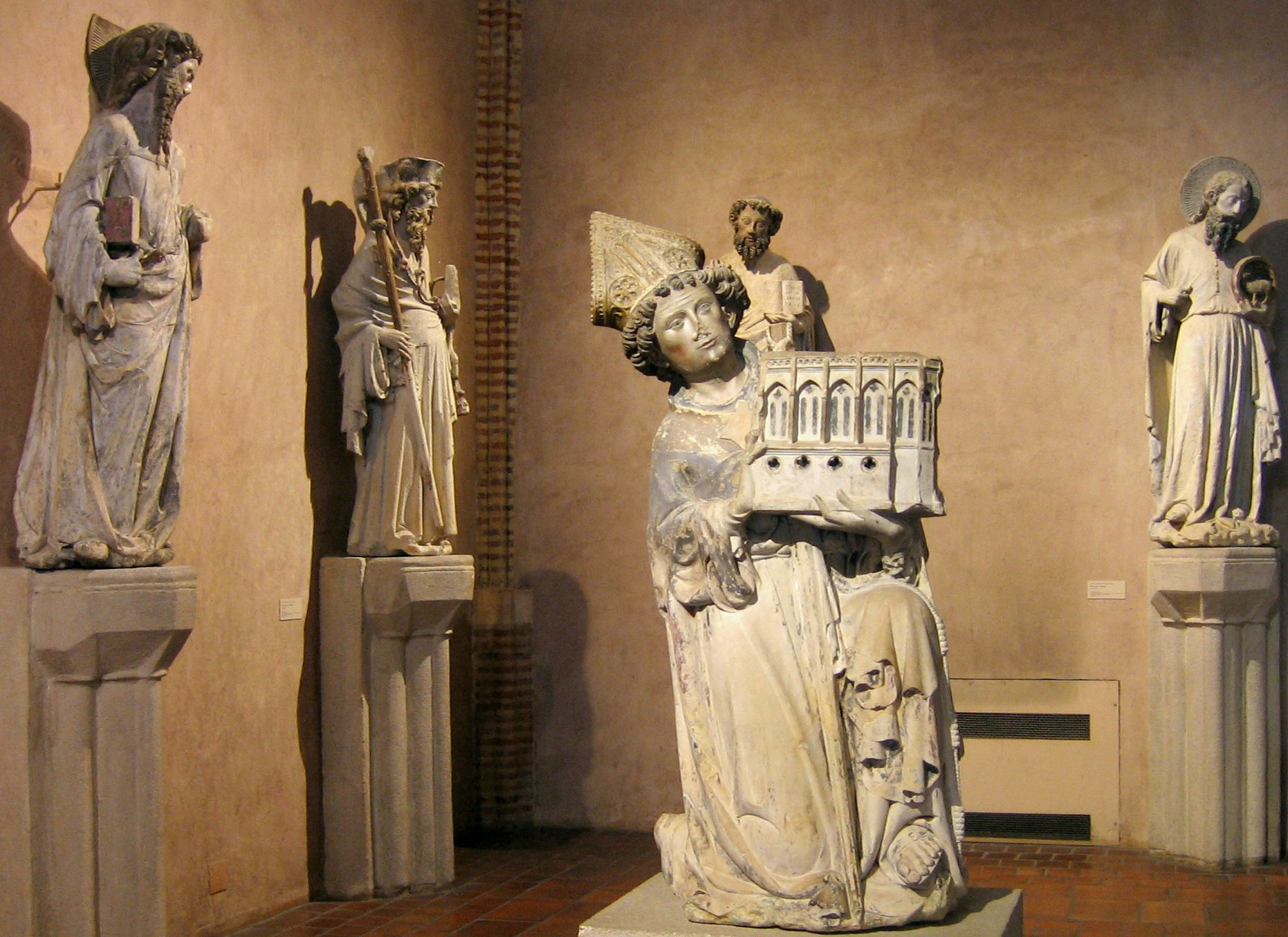
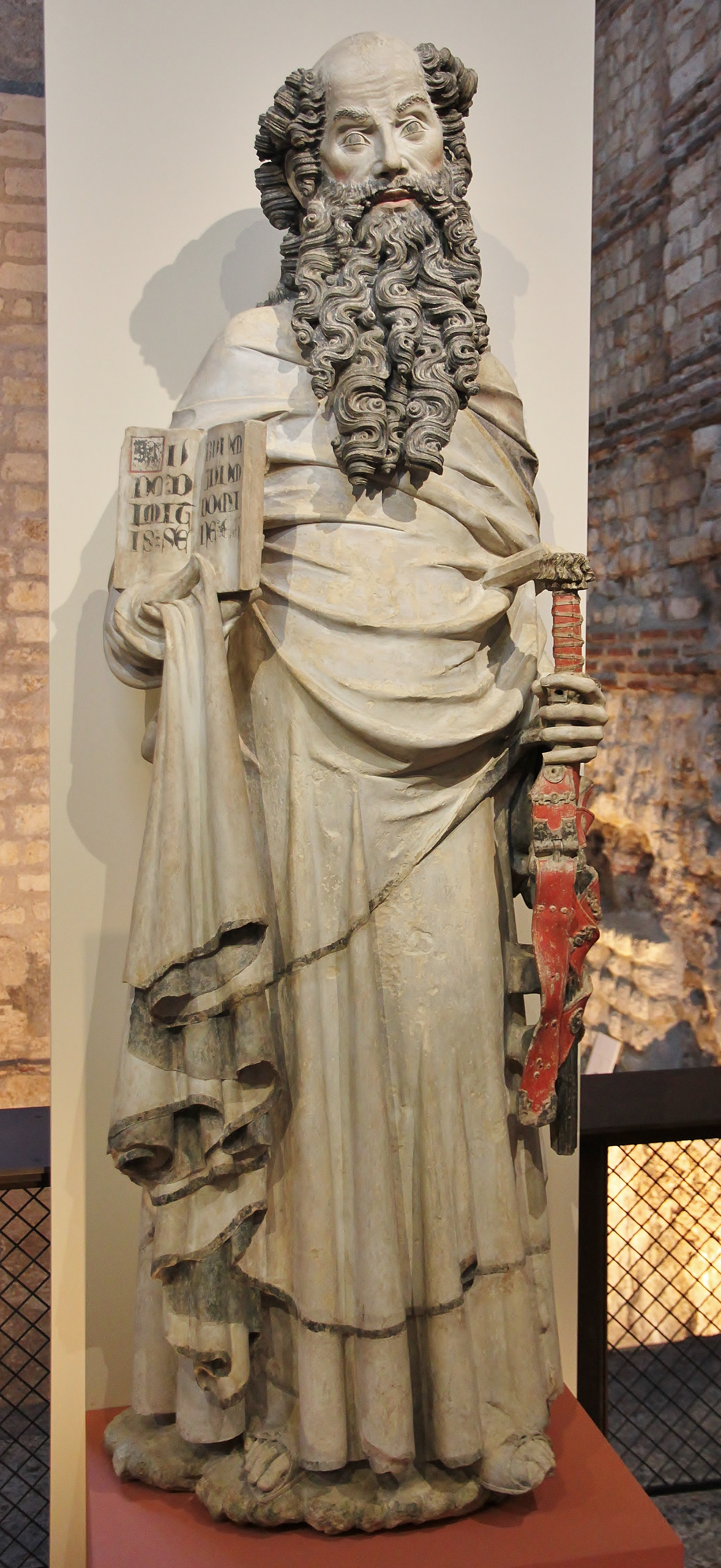
Saint Paul by the Master of Rieux, 1333-1343
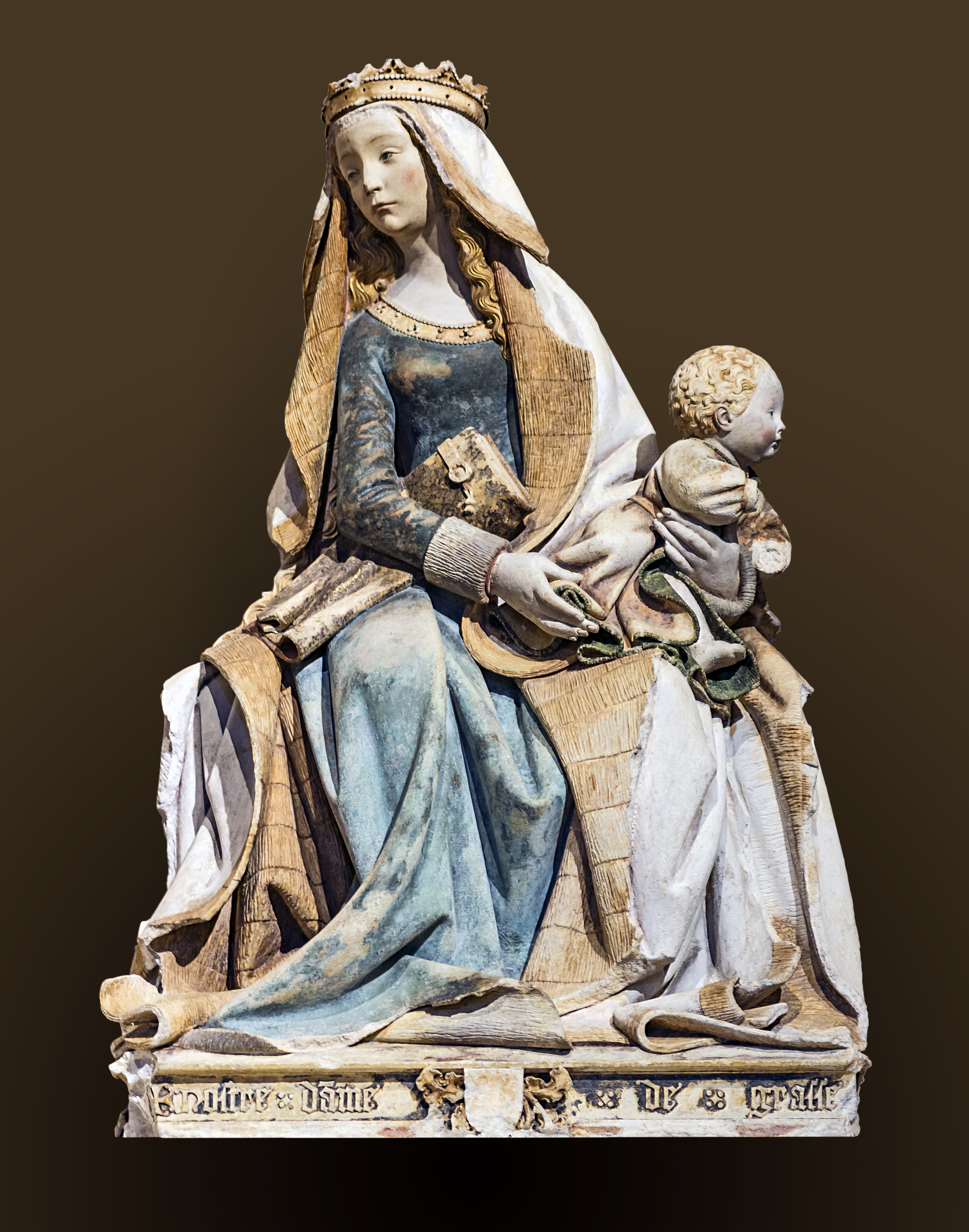
Nostre Dame de Grasse (1460-1500)
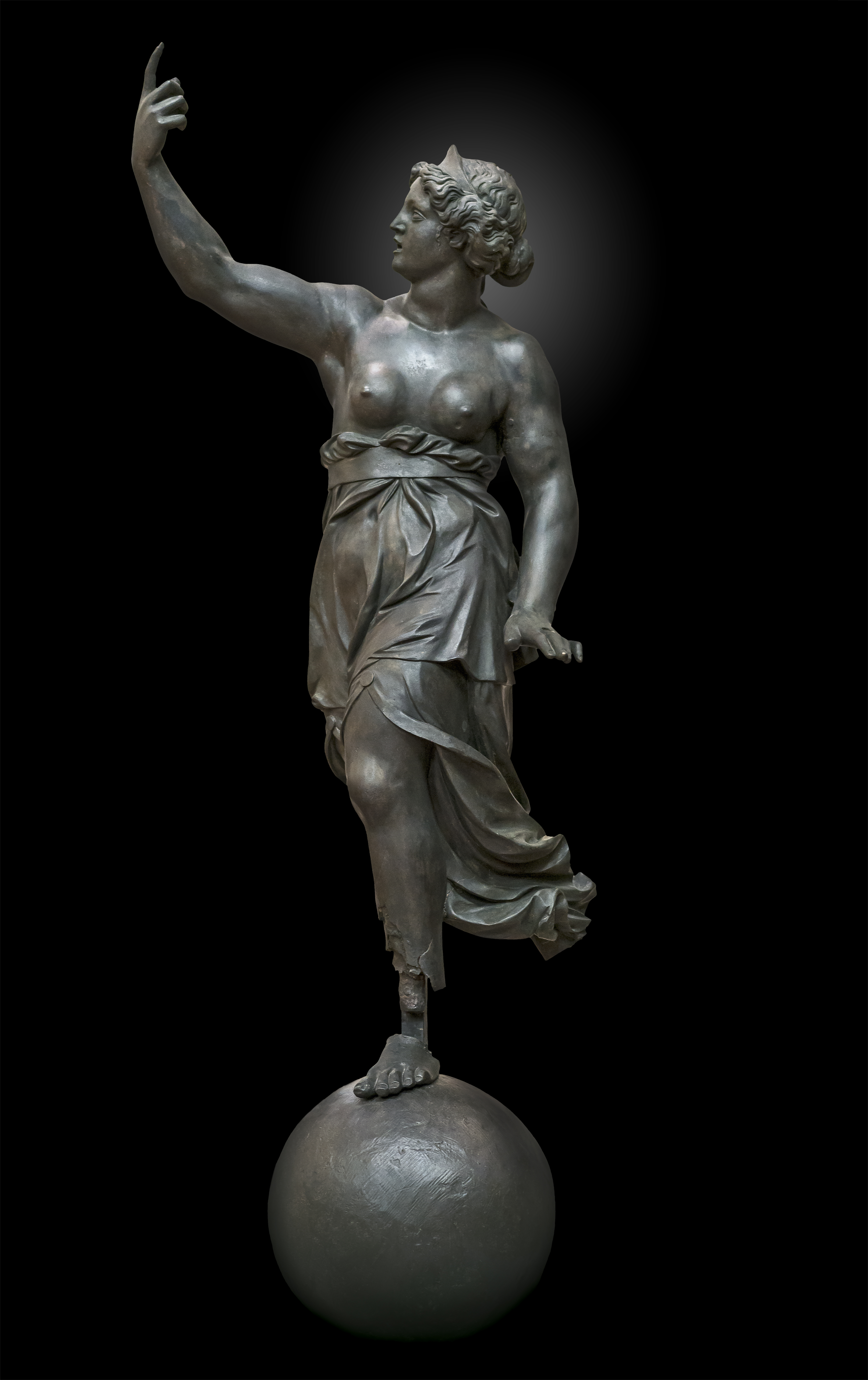
Lady Tholose, 1544-1550